# Christopher Kloeble

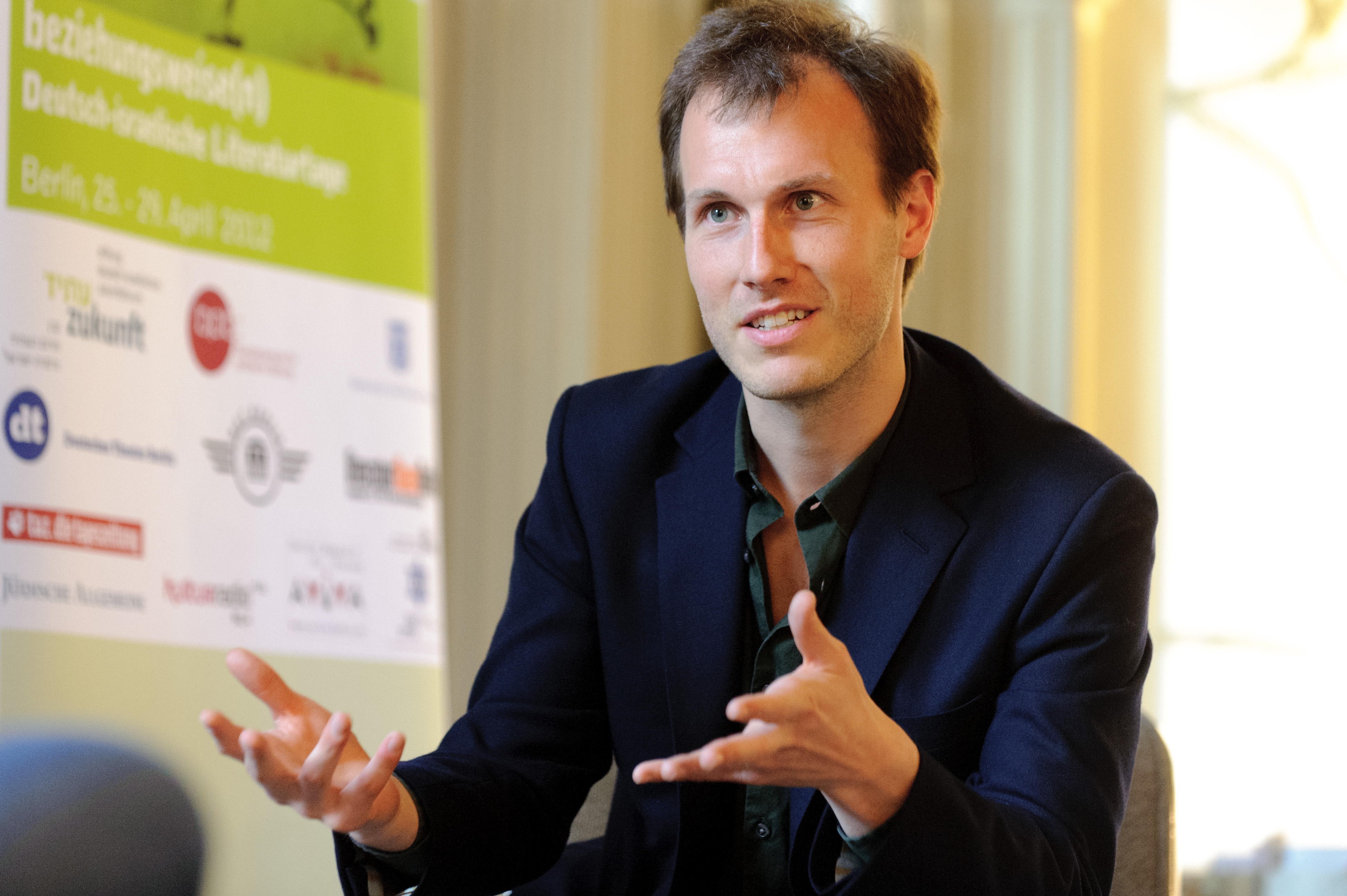
Christopher Kloeble, Deutsch-Israelische Literaturtage 2012

Christopher Kloeble (* 3. Juli 1982 in München) ist ein deutscher Schriftsteller und Drehbuchautor.

## Leben

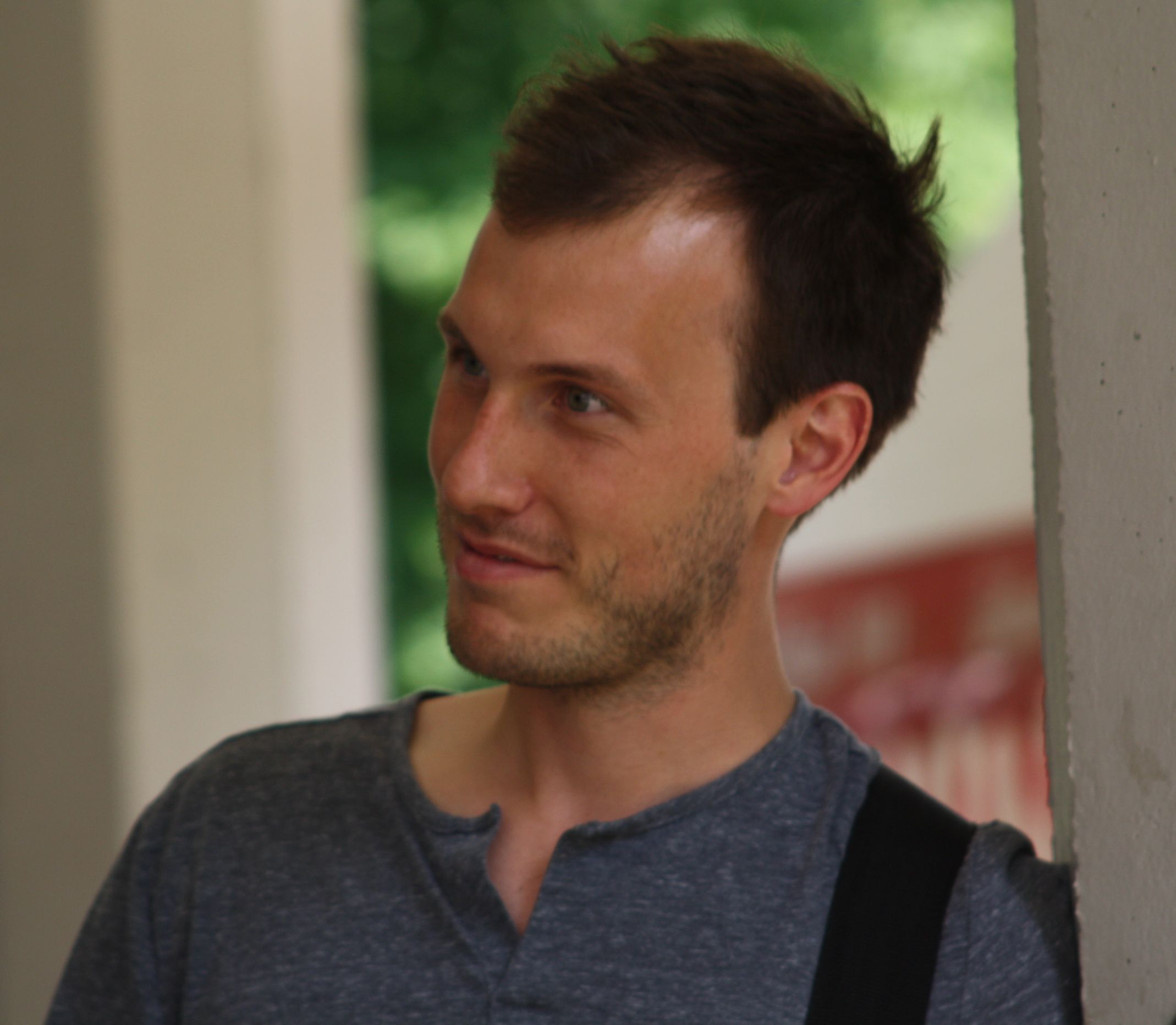
Christopher Kloeble beim Ingeborg-Bachmann-Preis 2010

Kloeble ist der Sohn des Schauspielers, Drehbuchautors und Produzenten Til Erwig, wuchs im oberbayerischen Königsdorf auf, besuchte das Gymnasium in Bad Tölz und war Mitglied im Tölzer Knabenchor. 
Bereits als Schüler nahm Kloeble am Manuskriptum-Kurs der Ludwig-Maximilians-Universität München teil. Bis 2007 studierte er am Deutschen Literaturinstitut Leipzig. Kloeble veröffentlicht in Literaturzeitschriften und entwickelt Stoffe für Film- und Fernsehproduktionen. Im Juni 2010 las er bei den 34. Tagen der deutschsprachigen Literatur in Klagenfurt beim Ingeborg-Bachmann-Wettbewerb. Am 2. Dezember 2011 strahlte BR-alpha die Eigenproduktion Inklusion – gemeinsam anders aus, für die Kloeble sein erstes Drehbuch schrieb (Regie: Marc-Andreas Borchert). Der Autor lebt in Neu-Delhi und Berlin.

## Rezeption

### „Unter Einzelgängern“
Kloebles Debütroman Unter Einzelgängern erkundet die Struktur einer Familie in Form einer Rahmen- und Binnenerzählung: „Die Welten der Figuren des Romans und des Romans im Roman durchdringen einander“, schrieben Walter Hinck und Arnold Stadler in ihrem Votum zum Literaturförderpreis der Jürgen-Ponto-Stiftung. Sah die FAZ in diesen Spiegelungen mit wechselnder Perspektive „eine raffinierte Konstruktion“, riet Rezensent Volker Weidermann in der gleichen Zeitung aber auch „dringend [...] zur Flucht aus diesem Buch“. Die Süddeutsche Zeitung fand, der Autor habe „eindeutig zu viel gewollt“. Die Zeit verglich das dramatische Zusammenspiel der einzelnen Charaktere mit einem Theaterstück.
Im Votum für den Literaturpreis der Jürgen Ponto-Stiftung 2008 hieß es:

„Als Leitmotiv geht durch die Erzählung der Fall der Berliner Mauer, ohne dass deshalb „Unter Einzelgängern“ zum zeitgeschichtlichen oder politischen Roman wird. Die Sprache des Autors ist die der jungen Generation von heute. Wie lakonisch und anschaulich und mit welcher kaum merklichen Ironie der Autor erzählen kann, zeigt beispielhaft der Schluss des Romans, der Bericht über die aufeinander folgenden Besuche der Familienmitglieder am Grab der Mutter.“

### „Wenn es klopft“
Die elf Erzählungen Wenn es klopft behandeln problembeladene Familiengeschichten und deren Folgen. Diese verglich Judith Leister in der FAZ am 27. Oktober 2009 mit Zoë Jennys Romanen und zählte Kloeble daher zur „Generation Praktikum“; sie vermisst „erzählerisches Risiko“ bei ihm.

### „Meistens alles sehr schnell“
Sein 2012 erschienener Roman Meistens alles sehr schnell ist eine Familiengeschichte, die sich durch das 20. Jahrhundert zieht. Albert, der nach seinem Abitur endlich wissen will, wer seine Mutter ist, begibt sich zu seinem geistig zurückgebliebenen Vater, der in einem verschlafenen bayerischen Ort wohnt und nur noch wenige Monate zu leben hat. Er kommt einem Tabu auf die Spur. „Der Autor jongliert gekonnt mit Sprache, Stil, Genres und Erzählperspektiven. Es ist ein Buch über das Suchen und Finden, über jahrelang gehütete Geheimnisse, über die Wahrheit, über die Familie und über die Liebe“, schrieb Karoline Pilcz in Buchkultur. „Einige Straffungen wären dem Roman gut bekommen“, meinte die Rezensentin von Neues Deutschland, fand jedoch „drastisch-surreale Szenerien, die im Gedächtnis bleiben“.

### „Das Museum der Welt“
Dieser mit 528 Seiten sehr umfangreiche Roman beschreibt eine deutsche Forschungsexpedition des 19. Jahrhunderts aus der Sicht eines  Waisenjunge aus Bombay, und zwar die bekannte der Brüder Schlagintweit von 1854. Von den Rezensenten wird das Buch sehr unterschiedlich wahrgenommen und teilweise heftig kritisiert. Nora Koldehoff lobte im Deutschlandfunk am 29. Februar 2020, Kloeble habe auf diese Weise vielen unbekannten Helfern und Begleitern von Expedition in der Kolonialzeit sozusagen stellvertretend eine Stimme gegeben. Miryam Schellbach war eher irritiert und hielt diese Perspektive in ihrer Rezension am 29. Februar 2020 in der FAZ für nicht gelungen.

## Veröffentlichungen
- Hitler auf Jagd. In: Muschelhaufen. Jahresschrift für Literatur und Grafik. Bd. 44. Viersen 2004, ISSN 0085-3593
- Unter Einzelgängern. Roman. dtv, München 2008, ISBN 978-3-423-24665-1
- Die ewigen drei. In: Geschichten + Gerichte. Dölling und Galitz, Hamburg und München 2008, ISBN 978-3-937904-69-6
- Miami, nä! Hodemacher, Hannover 2009, ISBN 978-3-941938-00-7
- 13 24 51. In: Gothic. dark stories. Beltz u. Gelberg, Weinheim 2009, ISBN 978-3407741202
- Zwanzig Sekunden Mathematik. In: Zeit der Witze. Mitteldeutscher Verlag, Halle 2009, ISBN 978-3898126014
- Wenn es klopft. Erzählungen. dtv, München 2009, ISBN 978-3-423-24720-7
- Meistens alles sehr schnell. Roman. dtv, München 2012, ISBN 978-3-423-24901-0
- Die unsterbliche Familie Salz. Roman. dtv, München 2016, ISBN 978-3-423-28092-1
- Home made in India. Eine Liebesgeschichte zwischen Delhi und Berlin dtv, München 2017, ISBN 978-3-423-26172-2
- Das Museum der Welt. Roman. dtv, München 2020, ISBN 978-3423282185
- Durch das Raue zu den Sternen. Roman, Klett-Cotta, Stuttgart 2025, ISBN 978-3608966572

## Stipendien, Auszeichnungen und Preise (Auswahl)
- 2005: Wochenende der jungen Dramatiker an den Münchner Kammerspielen
- 2006: Hörspiel-Workshop „Ganz Ohr“ des Deutschen Literaturfonds und des NDR
- 2006: Autoren-Werkstatttagen des Wiener Burgtheaters und des Deutschen Literaturfonds
- 2007/2008: Stipendium der Drehbuchförderung des Bayerischen Fernsehens
- 2008: Literaturpreis der Jürgen Ponto-Stiftung für Unter Einzelgängern
- 2009: Autorenwerkstatt der Konrad-Adenauer-Stiftung
- 2010: Aufenthaltsstipendium International Writing Program University of Iowa (USA)
- 2010: Aufenthaltsstipendium im Literarischen Colloquium Berlin
- 2010: Einladung zum Ingeborg-Bachmann-Preis
- 2011: Aufenthaltsstipendium im Künstlerhaus Lukas in Ahrenshoop
- 2011: Writer in residence Cambridge University (UK)
- 2012: Nominierung Drehbuch Inklusion für den Prix Europa 2012; der Film wurde außerdem ausgezeichnet mit dem ABU Prize für „Best TV Drama“.
- 2012: New-York-Stipendium des Deutschen Literaturfonds und der NYU
- 2013: Künstlerresidenz des Goethe-Instituts Bangalore